# Marktbewertungsfunktion
Unter einer Marktbewertungsfunktion wird in den Gebieten Finanzierung und Investitionsrechnung in der Regel eine Funktion verstanden, die (zukünftige) ungewisse Zahlungsströme auf einen (jetzigen) Wert (gemessen in Geld) abbildet.
Häufig wird als Eigenschaft für eine Marktbewertungsfunktion Wertadditivität angenommen, u. a. weil sich damit einfacher rechnen lässt.